# Juin 2009 en France
Chronologie de la France
- 2005
- 2006
- 2007
- 2008
- 2009
- 2010
- 2011
- 2012
- 2013

Janvier - Février - Mars - Avril - Mai - Juin - Juillet - Août - Septembre - Octobre - Novembre - Décembre 2009
2007 - 2008 - 2009 dans les DOM-TOM français - 2010 - 2011
2007 par pays en Europe - 2008 par pays en Europe - 2009 par pays en Europe - 2010 par pays en Europe - 2011 par pays en Europe 

## Chronologie

### Lundi1erjuin 2009
Politique
- Selon la secrétaire d'État à la Solidarité, Valérie Létard, la journée de solidarité, journée de travail supplémentaire par an, non-rémunérée, créée après la canicule de 2003 pour financer la prise en charge des personnes âgées a rapporté 11 milliards d'euros depuis sa création, dont 2,29 milliards € en 2008[1].
- Le Nouveau Parti anticapitaliste d'Olivier Besancenot dénonce le Revenu de solidarité active qu'il qualifie de « véritable institutionnalisation de la précarité » : « En incitant financièrement les bénéficiaires de minima sociaux à accepter des emplois à moins de 880 euros par mois, l'État subventionne les embauches à temps partiel [... c'est] un formidable encouragement au sous-salariat [...] le gouvernement considère que c'est aux salariés de payer la crise en acceptant des contrats toujours plus précaires, alors qu'il offre au patronat des conditions d'embauche au rabais »[2].
- La liste anti-sioniste aux européennes de Dieudonné obtient le soutien du terroriste Ilitch Ramirez Sanchez, dit « Carlos », emprisonné à la centrale de Poissy. La liste obtient aussi le soutien du mouvement islamiste palestinien Hamas et du mouvement chiite libanais Hezbollah[3].

Affaires diverses
- Lundi 1er juin 2009 : Un A330-203 [F-GZCP, c/n 660] disparait au-dessus de l'Atlantique Sud avec 228 personnes (216 passagers et 12 membres d'équipage) à bord. Le vol 447 Air France avait quitté Rio de Janeiro pour Paris-Charles-de-Gaulle la veille à 22h03 (LT). À 2h14 GMT, un message automatique a été émis par l'appareil, signalant une panne du circuit électrique. Il se trouvait alors dans une zone de forte activité électro-magnétique au nord de Fernando de Noronha[4]Parmi les victimes 80 Brésiliens, 73 Français, 18 Allemands, 9 Italiens, 6 Américains, 5 Chinois, 4 Hongrois, 2 Espagnols, 2 Britanniques, 2 Marocains et 2 Irlandais, un Angolais, un Argentin, un Belge, un Islandais, un Norvégien, un Polonais, un Roumain, un Russe, un Slovaque, un Suédois, un Turc, un Philippin et un Suisse.
- Après trois jours de marche, 10 000 catholiques traditionalistes ont rejoint la cathédrale de Chartres après avoir parcouru depuis une centaine de kilomètres depuis Notre-Dame de Paris, à l'occasion du 27e pèlerinage familial de Pentecôte, organisé par l'association Notre-Dame de la Chrétienté[5].

### Mardi2 juin 2009
Politique
- Le Parti socialiste estime que le revenu de solidarité active n'est pas « une solution miracle face à la pauvreté et à la crise économique et sociale » et critique notamment « l'insuffisance » de son financement et estime que « le RSA, en subventionnant les bas salaires, constitue une incitation pour les entreprises à maintenir leurs salariés dans la précarité [...] Il risque de se transformer en trappe à pauvreté »[6].

Économie
- Le groupe Bolloré, annonce le lancement le 12 juin d'un nouvel hebdomadaire gratuit consacré aux sports et aux loisirs et baptisé Direct Sport. Une première partie de ce journal de 48 pages sera consacrée à l'actualité des grands événements sportifs, tandis qu'une seconde sera consacrée aux sports extrêmes, aux sports loisirs et au shopping. Il sera diffusé à 450 000 dans les grandes agglomérations. exemplaires à Paris ainsi qu'à Lyon, Marseille, Aix, Strasbourg, Lille, Bordeaux, Nantes et Toulouse[7].
- 42 cas confirmés de grippe H1N1 dont un premier cas lié à une transmission secondaire[8].

### Mercredi3 juin 2009
Politique
- Le ministre de l'Écologie et de l'Énergie, Jean-Louis Borloo, présente à la presse le programme des infrastructures énergétiques de la France à l'horizon 2020. « Il n'y a pas de nécessité » de construire de nouveaux réacteurs « pour des besoins énergétiques nouveaux », car la consommation d'électricité devrait rester stable dans les 10 prochaines années. Les 58 réacteurs français, répartis sur 19 sites, ont un âge moyen de 22 ans. La construction de 2 EPR sont décidés à Flamanville (Manche) et Penly (Seine-Maritime)[9].

Économie
- Selon Pôle emploi, le nombre de chômeurs indemnisés par l'assurance-chômage s'élève à 2,33 millions en avril, soit une augmentation de 1,8 % sur un mois et de 14,1 % sur un an[10], soit 8,7 % de la population active. 200 000 nouveaux auto-entrepreneurs se sont déclarés depuis la création du statut au début de l'année[11].
- Le ministère de l'Agriculture annonce la conclusion d'un accord entre les professionnels de la filière laitière (producteurs, industriels et coopératives) pour un prix moyen du lait en 2009 à 280 euros les 1 000 litres et, pour les années suivantes, la mise en place d'« indices de tendance des marchés laitiers tous les trimestres à partir de 2010 » et un engagement « pour définir les futures relations contractuelles entre producteurs et transformateurs »[12]. Le président de la Fédération nationale des syndicats d'exploitants agricoles, Jean-Michel Lemétayer estime que les producteurs de lait ne « pouvaient pas obtenir mieux » et que la FNSEA a pris « ses responsabilités » en signant l'accord[13].

Affaires diverses
- La présidente du Comité Miss France, Geneviève de Fontenay, est déboutée de toutes ses demandes par la Cour d'appel de Paris contre l'organisateur du concours Miss Europe, Omar Harfouch[14].
- Le professeur Sylvie Van der Werf, directeur d'une unité de recherches à l'Institut Pasteur et du Centre national de référence pour la région Nord, estime, dans un entretien au « Figaro », que toute la population devra être vaccinée contre le virus de la grippe H1N1 dès que le vaccin, en cours de préparation, sera disponible[15] : « Nous sommes face à un virus nouveau. Nous sommes au bord de la phase 6 d'alerte pandémique de l'Organisation mondiale de la santé [...] Je n'imagine pas une seconde que la diffusion s'arrête et que ce nouveau virus disparaisse comme par enchantement [...] Nous allons être conduits à vacciner tout le monde, au Nord, comme au Sud, dans les pays riches comme dans ceux en voie de développement. Et mon avis est que le plus vite sera le mieux, compte tenu de l'évolution actuelle [...] Mais il y a des délais incompressibles [...] pour vérifier l'efficacité et l'absence d'effets secondaires [...] On sait que les virus grippaux mutent en permanence. Et nous ne sommes pas à l'abri d'un changement qui augmenterait sa virulence et sa transmissibilité [...] Nous redoutons aussi des réassortiments génétiques entre ce virus et ceux de la grippe saisonnière, et notamment avec un autre H1N1 majoritairement résistant au Tamiflu ».

Culture et sport
- La Télévision Numérique Terrestre (TNT) poursuit sa phase d'extension en France et couvre 87 % du territoire national, mais de façon inégale[16].

### Jeudi4 juin 2009
Économie
- L'Oréal, n°1 mondial du secteur des cosmétiques, annonce un chiffre d'affaires 2008 de 17,5 milliards € et emploie 67 500 personnes, pour une part de marché mondial de 15,8 %[17].

Affaires diverses
- L'ancien dirigeant nationaliste Alain Orsoni, président du club de football d'Ajaccio, ainsi que huit autres personnes sont interpellées à Ajaccio, dans le cadre de l'enquête sur la vague d'assassinats en Corse dans le milieu du grand banditisme.

### Vendredi5 juin 2009
Affaires diverses
- Le Directeur général de la Santé, Didier Houssin, déclare que « le gouvernement veut, à terme, se mettre dans la position de pouvoir assurer une vaccination pour l'ensemble de la population [...] avec éventuellement deux doses par vaccination ». Des contrats ont été activés avec Sanofi, Novartis, GSK et Baxter pour 100 millions de doses de vaccins[18].
- 44 vétérans américains et britanniques et un Canadien sont faits chevaliers de la Légion d'honneur dans la cour des Invalides, en prélude aux célébrations du 65e anniversaire du Débarquement allié du 6 juin 1945[19].

### Samedi6 juin 2009
Politique
- Venue du président Barack Obama à Caen et au cimetière américain de Colleville-sur-Mer pour fêter le 65e anniversaire du débarquement des Alliés en Normandie.
- Le Sénat adopte le projet de loi « Hôpital, patients, santé, territoires », dit « loi Bachelot », à l'issue de 15 jours de débats, sur la base du texte de la commission des affaires sociales, fortement amendé (430 amendements). Le projet va être désormais soumis à la commission mixte paritaire composée de sept députés et sept sénateurs chargés d'aboutir à la conciliation des deux assemblées sur un texte commun[20].

Affaires diverses
- Mort de l'immunologiste français, le professeur Jean Dausset (92 ans), membre de l'Académie de médecine et de l'Académie des sciences, président du Mouvement universel de la responsabilité scientifique, à Palma de Majorque (Espagne) où il vivait depuis deux ans. Il fut prix Nobel de médecine en 1980 pour la découverte en 1958 du système des groupes tissulaires HLA (Human Leucocyte Antigen), beaucoup plus complexe que celui des groupes sanguins, qui permet de vérifier la compatibilité entre donneur et receveur lors d'une transplantation d'organe qui a ouvert la voie aux greffes d'organe[21].
- La compagnie Air France annonce qu'elle accélère son programme de remplacement de sondes anémométriques (Pitot) sur ses avions Airbus A330 et Airbus A340, « sans préjuger d'un lien » avec l'accident du vol AF 447 Rio-Paris. Des « défauts de fonctionnement » sur les sondes de ses A320, qui absorbaient l'humidité, ont amené Airbus à « édicter en septembre 2007 une recommandation » de les changer, ce qu'a fait Air France sur tous ses Airbus A320, mais pas sur ses A340/330, « en l'absence d'incidents constatés » sur ce type d'appareils[22].

Culture et sport
- La Russe Svetlana Kuznetsova remporte les Internationaux de France de tennis après avoir battu en finale sa compatriote et n°1 mondiale Dinara Safina.
- Perpignan remporte son septième titre de champion de France de rugby grâce à sa victoire par 22 à 13 en finale contre Clermont-Ferrand, au stade de France.

### Dimanche7 juin 2009
Politique
- Élection européennes.
  - L'UMP (28,87 %) est arrivé en tête, devant le PS (16,48 %), Europe Écologie (16,28 %), le MoDem-Verts (8,5 %), le Front national (6,5 %) et le Front de gauche (6,3 %)[23].
  - Le porte-parole de l'UMP, Frédéric Lefebvre estime : « Que l'UMP, la majorité présidentielle, que les Verts aient une prime parce qu'ils ont parlé d'Europe, pour moi c'est une évidence et la sanction va être dure pour tous ceux qui ont voulu prendre en otage cette élection européenne [...] Tous ceux qui ont appelé à sanctionner le président de la République n'ont pas été entendus. Ils ont été eux-mêmes sanctionnés »[24].
  - Marine Le Pen estime que le Front national est « de retour, qu'il n'est pas mort comme les élites politico-médiatiques nous le répètent depuis un an et demi » mais que « le grand vainqueur est l'abstention, qui est l'expression d'un mécontentement et d'une absence de confiance totale dans les structures européennes [...] L'UMP a réalisé un résultat en trompe-l'œil, elle bénéficie en réalité de la situation de crise qui entraîne souvent des réflexes légitimistes »[25].
  - Hervé Morin, ministre de la Défense et président du Nouveau Centre, estime que « les électeurs ont récompensé les candidats qui leur ont parlé d'Europe et ont lourdement sanctionné ceux qui ont détourné le scrutin pour leurs ambitions personnelles et qui, par leur comportement, ont suscité l'incompréhension, la confusion, le désarroi et l'exaspération des électeurs au point de provoquer cet immense gâchis civique que représente l'abstention [...] Ce soir, François Bayrou est dans une impasse politique. Il est en voie de chevènementisation »[26].
  - Plusieurs responsables politiques lient le bon score d'Europe Écologie aux élections européennes à la diffusion deux jours auparavant sur France 2 du documentaire « Home » de Yann Arthus-Bertrand sur la dégradation de l'environnement[27].
  - Le député socialiste, Pierre Moscovici estime que le Parti socialiste « est dos au mur. Franchement, c'est changer ou mourir, les partis politiques sont mortels aussi [...] Le nôtre a besoin de changer comme finalement Nicolas Sarkozy a changé l'UMP, pas avec les mêmes valeurs, on va le combattre et le combattre frontalement, mais le combattre intelligemment [...] Nos électeurs nous ont signifié que la façon dont nous faisions de la politique, la manière de traiter les thèmes, la manière de vivre ensemble, l'unité du Parti socialiste, la façon de penser même et de s'exprimer, tout ça faisait un peu ringard [...] Je n'attaque pas Martine Aubry, elle est première secrétaire, il ne faut pas ajouter la crise à la crise. En revanche, ce que je lui demande, c'est qu'elle fasse des changements très profonds »[28].

Culture et sport
- Le tennisman suisse Roger Federer bat le Suédois Robin Söderling en trois sets (6-1 7-6 6-4), sur le central de Roland-Garros à Paris.

### Lundi8 juin 2009
Politique
- Selon un rapport publié par le Conseil d'analyse économique du premier ministre, la règle des « trois tiers » prônée par le président Nicolas Sarkozy pour le partage des profits n'est « pas une bonne idée » et risquerait d'aboutir à une hausse du chômage et à des délocalisations massives. Pour les économistes Gilbert Cette et Jacques Delpla, auteurs de ce rapport, l'intervention de l'État dans le partage de la valeur ajoutée des entreprises n'est en effet pas « opportune » et pourrait être néfaste, voire contre-productive. Selon eux, c'est « la fiscalité qui reste le levier le plus approprié » pour corriger les inégalités salariales, « l'impôt sur le revenu et sa progressivité, mais aussi des impôts négatifs (revenu de solidarité active, prime pour l'emploi) pour redistribuer en faveur des revenus les plus bas, impôts sur le patrimoine et la succession: on a les leviers »[29].

Affaires diverses
- Le Français Stéphane Mifsud bât à Hyères (Var) le record du monde d'apnée statique en 11 minutes et 35 secondes. Le précédent record appartenait depuis le 7 juin 2008 à l'Allemand Tom Sietas, en 10 minutes et 12 secondes. « Il y a seulement trente ans, Jacques Maillol restait cinq minutes sous l'eau »[30].
- Mort de l'économiste, urbaniste et sociologue, François Ascher (63 ans), grand prix de l'urbanisme 2009.

### Mardi9 juin 2009
Politique
- Le président Nicolas Sarkozy, en visite à l'Institut national de l'énergie solaire, au Bourget-du-Lac (Savoie), annonce un virage en faveur des énergies renouvelables, qui selon lui doit aller de pair avec le nucléaire : « Là où on dépense un euro pour le nucléaire, on dépensera un euro pour les énergies propres [...] Nous allons prendre dans les énergies renouvelables un virage aussi important que le général de Gaulle pour le nucléaire dans les années 1960. Ce n'est pas l'un ou l'autre. C'est l'un et l'autre »[31].
- Les députés adoptent une proposition de loi assouplissant le prêt de main d'œuvre entre entreprises, la majorité y voyant « un outil au service de l'emploi », l'opposition dénonçant « une sorte d'intérim au rabais ». Le prêt de main d'œuvre consiste à céder un salarié pendant une durée déterminée à une autre entreprise, de manière non lucrative et sans rupture de contrat de travail, le salarié revenant ensuite chez l'employeur initial.
- Versement d'une prime exceptionnelle de 150 €, versée par les Caisses d'allocations familiales et les caisses de la Mutualité sociale agricole, aux familles entrant dans les critères de l'allocation de Rentrée scolaire. Selon la secrétaire d'État à la famille, Nadine Morano, cette prime, qui coûtera 450 millions €, « constitue une mesure de solidarité essentielle dans le contexte économique actuel » et « s'inscrit dans le plan de relance du gouvernement » en soutien au pouvoir d'achat des familles les plus modestes[32].
- Le député socialiste André Vallini révèle que le président gabonais Omar Bongo a financé en France des campagnes électorales pour le compte de la droite comme « peut-être » de la gauche.

Économie
- Le déficit commercial de la France s'est réduit en avril à 3,792 milliards d'euros, contre 4,307 milliards d'euros en mars, en raison d'une nette baisse des importations manufacturières et d'une légère baisse de la facture énergétique. Sur les douze derniers mois, le déficit cumulé s'établit à 56,835 milliards d'euros[33].
- Le groupe Bénéteau, leader mondial de la plaisance à voile, annonce un « plan d'adaptation de l'entreprise face à la crise », prévoyant 600 licenciements. L'entreprise emploie 6 000 salariés dans le monde, dont 4 000 en Vendée. Le recul du marché de la plaisance est estimé à 50 %. Lors de l'année écoulée 840 travailleurs temporaires ont quitté l'entreprise. Fin avril, le groupe a annoncé une perte nette de 20,3 millions d'euros au premier semestre de son exercice pour cette année, contre un bénéfice net de 29,8 millions un an plus tôt[34].

Affaires diverses
- Selon le bilan annuel de la Caisse nationale d'assurance maladie, au moins 11 % des arrêts de travail pris en charge par la Sécurité sociale sont injustifiés ou trop longs, ont indiqué les médecins-conseils, qui ont réalisé 1,2 million de contrôles en 2008[35].
- Début du procès de Véronique Courjault, à Tours devant la cour d'assises d'Indre-et-Loire, la mère de famille de 41 ans, qui a avoué trois infanticides, deux commis à Séoul et un en France, et encourt la réclusion criminelle à perpétuité[36].
- Dans le cadre de l'Affaire de détournement de fonds dans lequel le député socialiste Julien Dray est mis en cause, une perquisition a eu lieu au siège de l'association SOS racisme à Paris. Son président, Dominique Sopo, et cinq des principaux dirigeants de l'association antiraciste sont placés en garde à vue, dans les locaux de la Brigade financière à Paris[37].

### Mercredi10 juin 2009
Politique
- Selon le ministre de l'Écologie, Jean-Louis Borloo, la mise en place d'une taxe carbone (ou contribution climat-énergie) sur les émissions de CO2 liées notamment aux transports et à l'habitat ne devrait pas intervenir avant 2011. Cette contribution, l'une des mesures phares du Pacte écologique de Nicolas Hulot en 2007, a été reprise dans le Grenelle de l'environnement mais sans action réelle. Elle vise à accélérer la mutation vers une économie moins émettrice de gaz à effet de serre en taxant les émissions de CO2 liées en particulier à l'utilisation des énergies fossiles (pétrole, charbon, gaz) dans les transports et l'habitat. Selon ses concepteurs, elle ne doit pas avoir d'impact sur le pouvoir d'achat mais vise à modifier les comportements en profondeur grâce à un « déplacement de la fiscalité » du travail vers l'énergie[38].
- Le Conseil constitutionnel censure partiellement la loi Hadopi, retirant à la commission de protection des droits de l'Hadopi tout pouvoir de sanction. Elle ne pourra donc plus avoir qu'un caractère d'avertissement, estimant qu'Internet était un droit fondamental, qui ne pouvait être restreint que par un juge de l'autorité judiciaire, et non pas de l'ordre administratif. Enfin, ils ont jugé qu'Hadopi instaurait une présomption de culpabilité incompatible avec le droit français[39]. Le lendemain, la ministre de la Culture, Christine Albanel, déclare que « 90 % de la loi » Hadopi visant à dissuader le piratage des œuvres sur Internet a été validée par le Conseil Constitutionnel, en dépit de la censure par ce dernier de la disposition la plus controversée de cette loi[40].

Économie
- Selon la FNAIM, entre juin 2008 à mai 2009, par rapport aux 12 mois précédents, le repli des ventes de logements est de 6,7 % (- 5 % pour les appartements, - 8,3 % pour les maisons). Les prix dans l'immobilier ancien ont baissé de 9,8 % au premier trimestre 2009, comparé à la même période de 2008. Ce retournement du marché intervient après une dizaine d'années de hausse ininterrompue, dont + 14 % en 2003, + 15,5 % en 2004, + 10,9 % en 2005, + 7,2 % en 2006 et + 3,6 % en 2007[41].
- Selon Pôle emploi, les suppressions d'emplois prennent de l'ampleur en France. Au premier trimestre 2009, 175 100 emplois ont été détruits dans le secteur privé couvert par l'assurance-chômage. Au total, les destructions d'emplois dans le secteur privé s'élèvent à 300 000 sur une année.

Affaires diverses
- 73 cas confirmés de grippe H1N1 dont 65 cas « importés » (personnes contaminées à l'étranger) et 8 cas dits « secondaires » (contamination par les voyageurs à leur retour). 23 autres cas sont en cours d'investigation.
- La gendarmerie maritime de Toulon révèle le démantèlement d'un trafic de faux permis bateaux avec la complicité de fonctionnaires de la direction régionale des affaires maritimes de Marseille. Plus de 6 000 faux permis bateaux auraient été délivrés en 3 ans. 12 personnes, dont un officier de la marine marchande, un examinateur et un responsable d'un centre d'examen ont été mises en examen. Des artistes de cinéma, des chanteurs, des présentateurs de télévision, des joueurs de football, mais aussi de simples citoyens ont pu, moyennant finances (entre 400 et 1 500 euros), se procurer le permis bateau[42].
- OTAN : La France a désigné ses deux généraux qui occuperont « à partir de cet été » les deux postes à responsabilités obtenus par elle en échange de son retour dans le commandement intégré de l'OTAN. Il s'agit du général d'aviation Stéphane Abrial, actuel chef d'état-major de l'armée de l'air, au poste de « commandant de la transformation des capacités militaires alliées » à la base navale de Norfolk (États-Unis) et du général de division Philippe Stoltz, nommé à la tête du commandement de l'état-major de forces interarmées basé à Lisbonne. Au total, la France s'est vu attribuer 17 postes d'officiers généraux dans la structure militaire, « dont certains postes en rotation avec une autre nation ».

### Jeudi11 juin 2009
Économie
- Le nouveau label hôtelier « 5 étoiles » est accordé aux 11 premiers hôtels. 100 à 150 établissements du parc hôtelier français devraient accèdes à ce nouveau label d'ici la fin de l'année, selon le secrétaire d’État au Tourisme, Hervé Novelli[43].

Affaires diverses
- Le tribunal de commerce de Paris reconnaît comme valable la vente des éditions Albert René à Hachette Livre par Albert Uderzo (40 %) et Anne Goscinny (20 %). 325 millions d’exemplaires des aventures d’Astérix se sont écoulés à ce jour dans le monde. Albert Uderzo a cédé au nouvel éditeur le droit de poursuivre les aventures du petit gaulois après sa mort.
- Air France reconnaît dans un rapport de sécurité au moins cinq incidents d'A330-A340 en 2008 liés aux sondes Pitot de mesures de vitesse qui ont donné lieu à de faux messages d'alarme, dont celui de « décrochage »[44].

### Vendredi12 juin 2009
Politique
- La commission des Affaires économique du Sénat commence son travail sur le projet de loi Grenelle 2 de l'environnement pour lequel 850 amendements ont été déposés.
- Le fondateur du Parti de gauche et sénateur, Jean-Luc Mélenchon, en réaction aux propos du premier ministre, estime que « la crise ne fait hélas que commencer, dans la mesure où les capitaux fictifs et pourris continuent à circuler dans le monde et que pratiquement toutes les économies des puissances qui produisent quelque chose [...] sont en récession [...] Si on est en sortie de crise, alors c'est le moment de satisfaire toutes les revendications dont on dit qu'elles ne peuvent pas être satisfaites justement parce que c'est la crise »[45].
- 41 plates-formes d'approvisionnement des grandes surfaces sont bloquées par quelque 7 000 agriculteurs. Les organisations d'agriculteurs dénoncent les marges de la grande distribution qui les contraignent, selon eux, à travailler à perte[46].
- Selon le Mouvement national des chômeurs et précaires, le nouveau régime RSA va renforcer la précarité des allocataires les plus démunis, en particulier les ex-RMistes, en leur imposant les mêmes devoirs qu'à tous les demandeurs d'emploi et en mettant « en place un système beaucoup plus répressif que l'ancien » imposant des « devoirs » renforcés aux allocataires[47].

Économie
- L'indice des prix à la consommation sur un an est négatif à - 0,3 %, une première depuis 1957. Selon la ministre de l'Économie, Christine Lagarde, ce « repli de l'inflation au cours des derniers mois reflète surtout l'influence de la chute du prix du pétrole [...] mais ne traduit nullement une entrée en déflation de notre économie », car hors l'énergie et les matières premières agricoles, l'inflation se monte à + 1,6 % par an[48].
- Le constructeur d'avions d'affaires Cessna (groupe Textron) annonce la suppression de 1 300 emplois, portant à 8 200 le nombre de personnes licenciées depuis novembre, en raison d'un effondrement du carnet de commandes.
- La RATP annonce le projet d'automatisation pour 2012 de la ligne 1 du métro de Paris (16,6 km, 25 stations), la plus ancienne (1900) et la plus chargée du réseau métropolitain (213 millions de voyageurs par an), sans aucune interruption de trafic[49].
- Le groupe Dassault Aviation a revu à la baisse son objectif de livraisons d'avions d'affaires Falcon cette année, tablant sur « environ 80 livraisons » contre 90 auparavant, et a indiqué ne pas attendre d'amélioration avant la fin de l'année.

Affaires diverses
- La Gendarmerie nationale annonce le démantèlement d'une importante filière d'immigration clandestine pakistanaise entre la Pakistan et la France, dirigée par un couple d'origine pakistanaise. Ce couple aurait « procuré des faux documents avec un financement assuré par des sociétés spécialisées dans l'emploi des travailleurs non déclarés ». 13 personnes ont été déférées devant la justice[50].
- La Police nationale annonce le démantèlement d'un important réseau de trafic de drogue à La Seyne-sur-Mer (Var). 12 personnes sont mises en examen pour trafic de drogue, mais aussi pour détention d'armes et de munitions et de motos et voitures volées[51].
- La Gendarmerie nationale annonce le démantèlement d'un gang de cambrioleurs qui sévissait dans la région de Béziers, Pézenas et Lodève depuis le début de l'année. 18 personnes, dont la moitié originaires de l'ex-Yougoslavie, ont été interpellées. Un important butin a été retrouvés lors des perquisitions[52].

Culture et sport
- Concert d'AC/DC à Paris, Stade de France

### Samedi13 juin 2009
Politique
- La partie non censurée de la loi Hadopi est promulguée et publiée au Journal officiel, bien que ce projet de loi ait été partiellement censuré par le Conseil constitutionnel. Le texte présente les mesures « favorisant la diffusion et la protection de la création sur internet » en 6 chapitres concernant diverses dispositions modifiant notamment le code de l'industrie cinématographique, de l'éducation et de la propriété intellectuelle[53].
- Le sénateur Jean Arthuis, fondateur de l'association « Rassembler les centristes », lancée le 22 novembre pour réunir le Nouveau centre et le MoDem, annonce vouloir transformer ce groupe en parti politique lors d'un congrès fondateur le 27 juin prochain[54].

### Dimanche14 juin 2009
Politique
- Le député socialiste Manuel Valls préconise l'abandon du mot « socialisme » qu'il estime « sans doute dépassé » à la suite de la débâcle de son parti aux européennes : « Il faut transformer de fond en comble le fonctionnement du PS, nous dépasser, tout changer: le nom, parce que le mot socialisme est sans doute dépassé ; il renvoie à des conceptions du XIXe siècle »[55]. Il indique aussi qu'il veut être candidat à des primaires socialistes en vue de la présidentielle[56].

Affaires diverses
- 80 cas confirmés de grippe H1N1 dont 69 cas « importés » (personnes contaminées à l'étranger) et 11 cas dits « secondaires » (contamination par les voyageurs à leur retour). 28 autres cas sont en cours d'investigation.
- L'Association AFBAH qui gère le « 3977 », destiné à dénoncer les maltraitances aux personnes âgées, croule sous les appels. Depuis sa création en février 2008, il y a 15 mois, le 3977 a reçu plus de 63 000 appels, soit 5 fois plus qu'attendus. Il emploie 7 psychologues[57].
- Le 10e Salon annuel d'Emmaüs à Paris a attiré quelque 23 000 visiteurs à la recherche de bonnes affaires « solidaires »[58].

Culture et sport
- Concert des Jonas Brothers le 14 juin au Zénith de Paris.
- Victoire de la Peugeot 908 HDi-FAP pilotée par Alexander Wurz), Marc Gené et David Brabham pour la 77e édition des 24 Heures du Mans automobiles, devant l'autre Peugeot 908 HDi-FAP de Sarrazin-Montagny-Bourdais, et l'Audi R15 TDI de Kristensen-McNish-Capello. Selon Peugeot Sport, cette victoire en doublé vient récompenser trois ans d'efforts acharnés avec un seul objectif : regagner la plus grande course d'endurance au monde.
- L'Espagnol Alejandro Valverde (Caisse d'épargne) remporte pour la deuxième fois le Critérium du Dauphiné libéré.

### Lundi15 juin 2009
Politique
- L'ancien ministre socialiste Jack Lang appelle à « une véritable révolution intérieure » au Parti socialiste, selon lui devenu « une organisation vermoulue, prisonnière de ses luttes internes, retournée vers elle-même, coupée des aspirations de la population et en particulier de la jeunesse » et engagé dans « un anti-sarkozysme primaire et destructeur qui tient lieu de programme », estimant que « depuis des années [...] toutes les personnalités qui auraient pu l'emporter à l'élection présidentielle ont été les unes après les autres découragées »[59].
- La Commission des comptes de la Sécurité sociale évalue à 20,1 milliards d'euros le déficit 2009 du régime général (salariés), soit le double de l'an dernier, car privée par la crise et la hausse du chômage d'une partie de ses recettes, qui reposent principalement sur les cotisations assises sur les salaires[60].

Économie
- La chaîne de distribution de parfumerie et cosmétiques Marionnaud prévoit de supprimer quelque 650 emplois en France sur environ 5 000, au siège et dans 370 des 500 magasins exploités. Le groupe a été racheté en 2005 par le milliardaire chinois Li Ka-shing.
- La Commission des participations et transferts de l'État fixe à 240 millions d'euros le prix de base de l'appel d'offre pour le prix de la 4e licence de téléphonie mobile. Le groupe Iliad, maison-mère du fournisseur d'accès Internet Free, s'est d'ores et déjà déclaré candidat.

Affaires diverses
- Découverte d'une cache d'armes et d'explosifs de l'organisation séparatiste basque ETA dans un petit village.

### Mardi16 juin 2009
Politique
- Le ministre de l'Écologie et du développement durable, Jean-Louis Borloo annonce que plus de 10 000 éco-prêts à taux zéro (éco-PTZ) ont été accordés en deux mois. Ces prêts sont destinés à aider les particuliers à améliorer l'isolation de leurs logements pour faire des économies d'énergie et selon le ministre « les 15 programmes du Grenelle permettront la création de 600 000 emplois sur la période 2009-2020 »[61].
- Selon le ministre du Budget, Éric Woerth, le déficit public de la France va « probablement » dépasser les 6 % du produit intérieur brut en 2009, « parce que la croissance a été revue en baisse » à - 3 %. Le ministre a également une nouvelle fois réaffirmé que le gouvernement n'augmenterait pas les impôts, jugeant que ce serait « une solution de facilité »[62].
- Les députés adoptent le projet de loi de programmation militaire 2009-2014, dont les débats auront été dominés par la polémique autour des nouvelles règles relatives au secret défense.
- Le député UMP du Val-d'Oise Yanick Paternotte propose dix pistes pour « sauver » l'activité fret de la SNCF, dont sa filialisation sur le modèle allemand pour la rendre plus « compétitive » et son ouverture à la grande vitesse.
- La cinquantaine de parlementaires du PCF décident de boycotter le Congrès de Versailles du 22 juin, estimant qu'il s'agit d'« un simulacre de démocratie, car il n'y aura ni vote, ni débat ».
- Le député PS, René Dosière, dénonce l'augmentation de 18,5 % du budget de la présidence de la République, par rapport à 2007, à 113,182 millions d'euros : « les restrictions budgétaires imposées aux administrations de l'État [...] ne s'appliquent donc pas aux services de la présidence de la République », déplorant le manque d'« explications précises et détaillées » sur cette progression, alors que selon l'Élysée, il s'agit de dépenses auparavant prises en charge par les ministères et désormais intégrées dans le budget de la présidence[63].

Économie
- Le MEDEF présente son programme anti-crise, « PME attitude » visant notamment à favoriser l'emploi dans les petites entreprises ou à faciliter un renforcement des fonds propres dans les PME. Ce programme prône notamment d'étendre aux entreprises de moins de 50 salariés des exonérations de cotisations patronales pour les entreprises qui embauchent, d'élargir aux entreprises de moins de 500 salariés la possibilité de déduire un investissement de l’impôt sur la fortune (ISF), et porter le plafond de 50 000 à 100 000 euros, d'octroyer une prime de 6 000 euros aux petites entreprises embauchant un VIE (volontaire international en entreprise) et de permettre à celui qui reprend une PME de pouvoir déduire de ses impôts une partie du montant de son acquisition[64].
- Le groupe suédois SKF annonce la fermeture d'ici la fin de l'année de l'usine de roulements à billes de Fontenay-le-Comte (Vendée) où travaillent 340 personnes.

Affaires diverses
- Ouverture du procès des anciens chefs responsables de l'appareil logistique et des caches du mouvement séparatiste basque. Le 4 avril 2004, une des plus importantes fabriques d'armes de l'ETA, avait été découverte dans le village de Saint-Michel dans les Pyrénées-Atlantiques (sud-ouest). La cache contenait environ 800 kg d'explosif (chlorate d'ammonium) ainsi que du matériel permettant de fabriquer des roquettes artisanales. En quelques jours 8 personnes avaient été interpellées, dont Felix Ignacio Esparza Luri, alias « Navarro », considéré comme le chef de l'appareil logistique de l'organisation, arrêté à Saint-Paul-lès-Dax (Landes), 3 jours auparavant[65].
- La police annonce le démantèlement d'un réseau de proxénètes (3 femmes) qui opérait sous couvert de salons de massages à Aix-en-Provence (Bouches-du-Rhône), Montélimar (Drôme) et Port-Fréjus (Var). Ce réseau exploitait depuis août 2005 une dizaine de prostituées dans des appartements[66].
- La présidente de la Fondation Hôpitaux de Paris-Hôpitaux de France, Bernadette Chirac, annonce que la campagne 2009 de collecte des pièces jaunes a permis de réunir 4,1 millions d'euros de dons, soit une légère hausse par rapport à 2008 (4 millions). Cette somme servira à financer 418 projets, dont 407 en direction des enfants et 11 des adolescents[67].
- La chambre d'application des peines de la cour d'appel de Versailles (Yvelines) révoque pour une durée de six mois la mesure de libération conditionnelle dont avait bénéficié l'ancien PDG d'Elf, Loïk Le Floch-Prigent qui n'aurait pas respecté son obligation de rembourser les parties civiles[68].
- Deux personnes proches du syndicat lycéen Fidl sont placées en garde à vue dans le cadre de l'enquête sur des mouvements de fonds suspects au profit du député PS Julien Dray. Tracfin les soupçonne d'avoir perçu de l'association "Les Parrains de SOS Racisme et de la Fidl" des chèques pour un montant de 127 377 euros qu'ils auraient ensuite reversés pour partie au député socialiste[69].
- Selon Gérard Zerbi, un ancien « patron » du RAID, l'unité d'élite de la police, dans un livre Histoires du Raid, le nationaliste corse Yvan Colonna, condamné pour l'assassinat du préfet Claude Erignac, aurait pu être arrêté « plus vite » par ce service, « un an après la mort du préfet ». Dès 1998, les frères Colonna ont été suivis pendant 2 mois par le RAID avant que celui reçoive l'ordre d'« arrêter » les filatures, 2 mois avant l'entretien d'Yvan Colonna accordé à la chaîne de télévision TF1[70].
- Reconstitution judiciaire du drame d'Allinges (Haute-Savoie) du 2 juin 2008, une collision entre un TER et un car scolaire, qui a coûté la vie à sept collégiens[71].

### Mercredi17 juin 2009
Politique
- Les députés adoptent l'application de la TVA à 5,5 % dans la restauration sur place à compter du 1er juillet dans le cadre du projet de « loi de développement et de modernisation des services touristiques ». La baisse de la TVA a été autorisée, fin mai 2009, par une directive européenne.
- Une soixantaine de députés (3 PCF, 7 PS, 43 UMP, 2 NC, 3 NI), emmenés par le député PCF de Vénissieux (Rhône), André Gerin, demandent la création d'une commission d'enquête parlementaire sur le port en France du voile intégral revêtu par certaines femmes musulmanes, estimant cette « tenue vestimentaire dégradante ». La présidente de Ni putes ni soumises, Sihem Habchi déclare qu'il faut « encourager le débat sur cette question, (...) rendre visible la réalité et la dégradation de la condition des femmes [...] La loi de 2004 sur la laïcité était nécessaire mais pas suffisante; il faut rouvrir le débat et ce sera à chacun de se positionner sur la laïcité, sur la mixité. La France a une responsabilité face aux femmes qui sont en train de se battre en Iran pour leurs droits »[72].
- Les Verts estiment que le président Nicolas Sarkozy et son gouvernement sont schizophrènes et essaient de « repeindre en vert leur politique productiviste, libérale et inégalitaire sans rien changer sur le fond »[73].
- Le Syndicat de la presse quotidienne régionale élit son nouveau président, Pierre Jeantet, président du directoire du groupe Sud Ouest pour succéder à Jean-Pierre Caillard, président du groupe La Montagne Centre France.
- Le collectif « Sages-femmes de demain », qui revendique un millier de membres, dénonce la possibilité donnée à la profession de pratiquer des interruptions volontaires de grossesse par voie médicamenteuse prévue dans le projet de loi « Hôpital, patients, santé, territoires », dite loi Bachelot : « Nous sommes attachées à rester les professionnelles de la préparation, de l'accompagnement et du suivi de la naissance [...] Nous ne voulons surtout pas devenir les auxiliaires de la médecine pour la pratique de l'avortement alors que notre pays est en échec sur ce sujet et que les pouvoirs publics n'ont pas fait le bilan des raisons de la persistance d'un taux anormalement élevé d'IVG »[74].

Économie
- Le groupe de pneumatiques, Michelin, annonce la suppression de 1 093 postes, mais « sans aucun licenciement ». Le site de Noyelles-lès-Seclin sera fermé et les 276 salariés seront employés sur d'autres sites. Michelin dispose de 69 sites de production dans 19 pays et compte environ 120 000 salariés dans le monde.
- Le groupe de travail temporaire Adecco annonce la suppression de 350 postes dans sa filiale Adia en France d'ici fin 2009, « confronté à un contexte économique très dégradé et à une baisse importante de son volume d’activité », après 80 suppressions de postes depuis fin 2008. Il prévoit ainsi une réorganisation de son réseau avec une réduction d’environ 100 agences.

Affaires diverses
- 133 cas confirmés de grippe H1N1 dont 101 cas « importés » (personnes contaminées à l'étranger) et 18 cas dits « secondaires » (contamination par les voyageurs à leur retour). 110 autres cas sont en cours d'investigation.
- La police annonce le démantèlement d'un réseau de trafic de drogue et d'armes à Marseille, La Garde et Toulon. Une quinzaine de personnes sont interpellées.
- La Société protectrice des animaux lance un « appel européen » contre le trafic d'animaux domestiques, principalement des chiots élevés dans des conditions désastreuses et qui présentent de plus en plus souvent des troubles de comportement : « La SPA demande aux instances françaises et européennes d'interdire la vente des animaux en animalerie et la cession à titre gracieux ou onéreux des animaux par le biais de petites annonces ou via internet [...] la France est championne d'Europe des abandons, 100 000 chiens et chats sont abandonnés chaque année sur les routes ou dans nos 57 refuges »[75].

Culture et sport
- La ministre de la Culture, Christine Albanel annonce que les jeunes de 18-24 ans pourront désormais bénéficier d'un abonnement gratuit au quotidien de leur choix un jour par semaine pendant un an à compter de la rentrée. Les syndicats représentant la presse quotidienne nationale, régionale et départementale, qui ont déposé un projet commun, prévoient 200 000 abonnements sur un potentiel de 750 000 jeunes concernés.

### Jeudi18 juin 2009
Politique
- La secrétaire d'État à la Ville, Fadela Amara, se prononce en faveur de « l'interdiction » du voile intégral qui est « l'expression visible et physique des fondamentalistes et des intégristes » estimant que la démocratie et la République doivent « se donner les moyens de stopper la propension de la burqa »[76].
- Le ministre de l'Immigration, Éric Besson, annonce que 730 réfugiés Irakiens sont arrivés en France dans le cadre de l'opération spéciale à destination des minorités d'Irak menée depuis juin 2008.
- Durement frappé par la crise financière, la valeur des actifs du Fonds de réserve des retraites FRR a perdu 19,7 % de sa valeur entre fin 2007 et fin 2008 passant de 34,5 milliards d'euros fin 2007 à 27,7 milliards un an plus tard. Le Fonds de réserve annonce une modification de sa stratégie de placement notamment pour gagner en flexibilité et « aller vers une gestion moins statique, plus réactive, pour tenir compte de l'incertitude des temps sur le plan financier »[77].
- Selon l'Union syndicale des magistrats, la Cour d'appel de Versailles, l'une des plus importantes de France, annonce avoir épuisé depuis le 28 mai les crédits annuels lui permettant d'honorer les frais de justice[78].

- Le sénateur Robert Hue, ancien secrétaire général du PCF, propose un « pacte commun » et « unitaire » rassemblant « les forces de gauche, écologistes, républicaines et progressistes », en demandant au Parti socialiste de renoncer à « sa tentation d’un hégémonisme irréaliste et étriqué », estimant que la gauche est actuellement « sans imagination » face à « un pouvoir qui pavoise, louvoie, cajole, débauche, une droite autosatisfaite qui garde fermement son cap au prix de l’excroissance d’un pouvoir personnel omniprésent »[79].

- Des agriculteurs murent les portes ou grilles de 21 trésoreries dans le département de la Manche pour protester contre la « loi de modernisation de l'économie », qui a pour objectif, selon eux, de faire baisser les prix des produits de grande consommation et renforce l'opacité de la grande distribution sur ses marges[80].
- En réponse au « comportement de voyou » de la FNSEA, le président de Système U Ouest, Yves Petitpas, dévoile les marges réalisées par son enseigne sur le lait. Selon lui, pour un litre de lait premier prix acheté 0,21 euro au producteur, l'enseigne le paye au transformateur à 0,42 euro le litre et le vend 0,55 euro TTC en magasin, ce qui l'oblige à accepter d'avoir une rentabilité finale très basse, autour de 1 %, sur ce produit, une fois payées les charges fixes[81].
- Quelque 350 ostréiculteurs ont manifesté à Nantes et à La Trinité-sur-Mer (Morbihan) pour demander des comptes aux scientifiques de l'Ifremer sur les causes de la très importante surmortalité qui touche leurs huîtres depuis une quinzaine d'années, alors que se tient la 7e conférence internationale sur la salubrité des coquillages organisée par l'Ifremer à Nantes : « 50 à 80 % des bébés de nos exploitations meurent sans que l'on sache pourquoi [...] Si cette situation persiste nous serons tous fermés dans deux ans [...] Aujourd'hui, il nous faut des réponses »[82].

Économie
- La société de conseil en technologies Altran Technologies annonce préparer un plan de « départs volontaires » qui pourrait concerner jusqu'à 500 personnes, essentiellement dans le conseil au secteur automobile, du fait d'une baisse de 9,1 % de son chiffre d'affaires au premier trimestre.
- Air France-KLM lance une émission obligataire de 575 millions d'euros, à laquelle souscrira l'État français à hauteur de sa participation dans le capital du groupe, destinée au financement de sa flotte aérienne, à « diversifier ses sources de financement » et à « « rallonger la durée de vie moyenne de sa dette ».

Affaires diverses
- Deux médecins-conseil de Corse-du-Sud et un médecin généraliste d'Ajaccio sont mis en examen pour escroquerie au préjudice de la CPAM. Ils sont soupçonnés d'avoir, dans 21 dossiers et sur une période de deux ans, fourni des pièces médicales de complaisance permettant l'obtention de rentes pour invalidité ou de compensations pour accidents du travail[83].
- La gendarmerie annonce le démantèlement d'une bande de 17 « jeunes » dont des mineurs soupçonnés d'une série d'au moins 200 cambriolages qui visaient principalement des bâtiments publics, « au préjudice de mairies, d'écoles, de crèches ou d'offices du tourisme » du Lot-et-Garonne, de la Gironde, du Gers et de la Dordogne mais aussi des magasins de téléphonie ou de matériel informatique, écoulant leur butin par le biais de receleurs[84].
- La cour d'assises d'Indre-et-Loire condamne Véronique Courjault (41 ans), accusée de trois infanticides, à huit ans d'emprisonnement[85].
- Selon les familles françaises, l'enquête sur l'attentat de Karachi en 2002 contre des salariés des arsenaux d'État DCN s'oriente vers une « affaire d'États impliquant la France, le Pakistan et l'Arabie saoudite, bailleur de fonds du Pakistan », et non plus vers Al-Qaïda, après avoir vu les juges antiterroristes. « Le mobile de l'attentat apparaît lié à un arrêt des versements de commissions » de la France au Pakistan dans le cadre de la vente de sous-marins Agosta[86].

Culture et sport
- Le Syndicat national des directeurs et tourneurs du théâtre privé (SNDTP) annonce 3,423 millions d'entrées en 2008, soit une hausse de fréquentation de 6,2 % par rapport à 2007, grâce « au formidable succès du "Roi Lion" à Mogador » mais prévoit un « net fléchissement » de leur fréquentation en 2009. « Quelques gros événements ont brouillé les chiffres, mais le spectacle vivant, comme de nombreux pans de l'économie, est entré dans une profonde crise [...] La vérité est que l'offre pléthorique du spectacle vivant à Paris n'est pas loin d'avoir saturé la demande. Trop de théâtre tue le théâtre, on le vérifie ici [...] Les structures privées les plus fragiles vont disparaître. Seuls les plus forts résisteront, selon une sélection naturelle ». Les 52 établissements adhérents sont situés à Paris à l'exception de la Tête d'or à Lyon[87].
- Dispersion de la collection Émile Chouanard à Drouot Paris. Parmi les œuvres, 2 bronzes par Auguste Rodin : un Penseur (72,5 cm), fondu en 1917, adjugé 3,096 millions d'euros frais compris et une Petite Ève, également signée Rodin, fondu en 1883, adjugé à 2,418 millions d'euros.
- 69 sites miniers du Nord/Pas-de-Calais vont être inscrits à l'inventaire supplémentaire des monuments historiques pour soutenir la candidature du bassin minier au patrimoine mondial de l'Unesco. Ces 69 sites retenus — sur un total de 600 cités minières, environ 200 terrils et 50 fosses — évoquent l'ère minière du Nord-Pas-de-Calais depuis la découverte du charbon dans le Pas-de-Calais en 1841 jusqu'à la fermeture de la dernière fosse (la "9/9 bis à Oignies, en décembre 1990). Sont concernés non seulement des vestiges de l'outil industriel (fosses, chevalements, machines d'extraction) mais également des églises, écoles, dispensaires, monuments commémoratifs, gares ainsi que les innombrables corons, très souvent habités[88].
- Une équipe d'archéologues sous-marins amateurs annonce avoir localisé l'épave du Thésée, sous environ 1 mètre de vase, par 20 mètres de fond sur le plateau de l'Artimon au large du Croisic. Il s'agit d'un vaisseau français coulé il y a 250 ans, le 20 novembre 1759, lors de la bataille navale des Cardinaux, remportée par les Anglais[89].

### Vendredi19 juin 2009
Politique
- Le ministère de l'Éducation nationale met en ligne des cours d'été gratuits sur Internet pour permettre aux élèves, du CP à la terminale, de réviser leur année écoulée. C'est la première étape de son projet « Académie en ligne » qui proposera dès la rentrée prochaine des enseignements allant de l'école primaire au lycée. Cette initiative répond à la pléthore de sites offrant du soutien scolaire en ligne payant[90].
- La présidente du Medef, Laurence Parisot, estime que le fait de repousser l'âge de la retraite en France, actuellement fixé à soixante ans, était inéluctable pour répondre à l'allongement de la durée de la vie : « Il est évident que, pour assurer de vraies retraites à tous, notre pays devra un jour repousser l'âge légal du départ à la retraite [...] On ne peut pas gagner chaque année un peu plus en espérance de vie et cesser de travailler de plus en plus tôt. C'est un vrai problème et tant que nous ne l'aurons pas résolu, les Français continueront d'être minés par l'angoisse qui, hélas, nous est si propre »[91].
- Le gouvernement annonce une hausse des tarifs d'acheminement de l'électricité comprise entre 2 et 3 % au 1er août 2009, qui devrait se traduire par une hausse de la facture des consommateurs. Le coût de l'acheminement de l'électricité représente près de la moitié (environ 47 %) de la facture finale du consommateur résidentiel, le reste étant constitué par la production d'électricité. Cette décision fait suite à une proposition de la Commission de régulation de l'énergie qui avait suggéré cette hausse des tarifs en raison « d'une forte augmentation des besoins d'investissements » sur les réseaux de lignes électriques en France. Finalement, cela pourrait se traduire par une hausse des tarifs d'acheminement de 8 % sur 4 ans[92].
- Le Conseil d'État annule l'élection du 16 mars 2008 de la conseillère générale PCF Marie-José Cayzac dans le canton d'Argenteuil-est (Val-d'Oise), relevant des différences entre les deux tours concernant vingt-huit signatures d'électeurs, alors que l'élection s'est jouée sur 22 voix contre son adversaire Philippe Métézeau, conseiller sortant UMP[93].

Affaires diverses
- 150 cas confirmés de grippe H1N1 et 101 autres cas sont en cours d'investigation.
- Le ministre du Développement durable chargé des Transports, Jean-Louis Borloo, annonce que 4 275 personnes ont trouvé la mort dans un accident de la route en France métropolitaine en 2008, soit une baisse de 7,5 % par rapport à 2007[94].
- L'Université Paris VI annonce la réouverture de la tour centrale de Jussieu, 24 étages en plein cœur du 5e arrondissement de Paris, désamiantée et entièrement réhabilitée[95].

### Samedi20 juin 2009
Politique
- Publication du décret du premier ministre interdisant aux participants à des manifestations publiques de dissimuler volontairement leur visage, notamment avec une cagoule, pour ne pas être identifiés.
- Le ministre du Budget, Éric Woerth, estime que le déficit public de la France atteindra entre 7 et 7,5 % du produit intérieur brut et sera « probablement » équivalent en 2010.

- Selon le président d'honneur du Parti radical de gauche, il « serait très utile de légiférer pour interdire le port de la burqa, qui est contraire à nos principes constitutionnels fondamentaux et aux valeurs de la République ». La Constitution « garantit à la femme, dans tous les domaines des droits égaux à ceux de l'homme », d'autant plus que selon les propos même du recteur Dalil Boubaker, « le port de la burqa n'est pas une prescription coranique, mais une coutume imposée arbitrairement par une tendance islamiste extrême » et que « dans la très grande majorité des cas, le port de la burqa est non pas choisi mais subi par les femmes musulmanes sous la pression de leurs maris ou de leur entourage » constituant « un instrument de domination masculine et une atteinte aux droits des femmes »[96].

- Le Forum des républicains sociaux de Christine Boutin annonce changer de nom pour devenir le Parti chrétien-démocrate avec pour ambition d'afficher la sensibilité chrétienne au sein de l'UMP, mais il ne s'agit « pas d'un parti confessionnel ». Ce changement a donné lieu à de longs débats entre militants par le biais d'internet[97].

Affaires diverses
- Un hélicoptère de type Écureuil s'écrase près du Mont-Cordon, sur la commune de Brégnier-Cordon (Ain) tuant les 6 passagers et le pilote en début de soirée[98].

### Dimanche21 juin 2009
Culture et sport
- Renaud Lavillenie bat le record de France du saut à la perche en franchissant 6,01 m à son deuxième essai, lors de la seconde journée du Championnat d'Europe d'athlétisme par équipes à Leiria effaçant des tablettes nationales Jean Galfione, auteur d'un saut à 5,98 m le 23 juillet 1999 à Amiens.

### Lundi22 juin 2009
Politique
- Le président Nicolas Sarkozy, devant le Congrès de Versailles, estime que la burqa est un signe « d'asservissement » de la femme et elle « ne sera pas la bienvenue sur le territoire de la République française ». Ce « n'est pas un problème religieux » mais « un problème de liberté et de dignité de la femme ». Il a aussi annoncé la création d'un emprunt national « pour financer les priorités du gouvernement » mais a promis qu'il n'augmenterait pas les impôts et qu'il ne mènerait pas de politique de rigueur. Il a aussi confirmé sa « détermination » à avancer sur la taxe carbone pour taxer la pollution et alléger les charges pesant sur le travail.
- La secrétaire d'État à la Famille, Nadine Morano estime que « la burqa est une tenue qui porte atteinte à la dignité de la femme, elle est l'expression la plus noire de la soumission de la femme [...] Il ne faudrait pas avoir une mesure qui consiste simplement à interdire la burqa, c'est-à-dire l'aspect visible de cette soumission des femmes dans la rue, qui pourrait mener à ce que ces femmes soient enfermées à l'intérieur de leur logement [...] Nos principes républicains, c'est l'égalité homme/femme, et c'est la liberté des uns et des autres [...] Il faut qu'elles connaissent leurs droits, et la réalité de ce que demande le Coran, qu'elles ne soient pas soumises à leur mari [...] Je ne pense pas qu'au fond d'elles-mêmes, ces femmes choisissent de porter la burqa en France de manière délibérée [...] ce n'est pas une tenue cultuelle, il n'y a pas d'indication dans le Coran au port de la burqa »[99].
- La ministre du Logement, Christine Boutin, suspend le conseil d'administration d'Aliance, un des plus importants collecteurs du « 1 % patronal » dont le siège est à Vandœuvre-lès-Nancy (Meurthe-et-Moselle). Cet organisme est au cœur des divers scandales qui ont éclaboussé le mouvement du « 1 % logement » depuis un an et demi et abouti à une purge sévère parmi les responsables de ce dispositif cogéré par les partenaires sociaux. Dernièrement deux rapports d'enquête ont sévèrement jugé cette organisation[100].
- La vice-présidente du MoDem, Corinne Lepage, déclare au sujet du voile intégral : « Je pense qu'il y a une forme d'hypocrisie à balayer d'un revers de main la question du port de la burqa ou du niqab comme s'il s'agissait d'une affaire à régler entre coreligionnaires alors qu'il s'agit en réalité d'une affaire qui intéresse tous les Français et toutes les Françaises car c'est la question de l'exercice de la citoyenneté dans notre pays qui est ainsi posée. Il s'agit d'aider les femmes, soumises à des pressions morales et parfois physiques, à pouvoir bénéficier dans sa plénitude de la loi française et de l'égalité des femmes qui y est inscrite »[101].

Économie
- Le gouvernement annonce une augmentation du SMIC de 1,3 % au 1er juillet 2009, passant de 8,71 euros par heure à 8,82 euros (brut) soit environ 1 037 euros net pour 35 heures hebdomadaires.
- Le groupe industriel et financier israélien Koor, contrôlé par l'homme d'affaires Nochi Dankner (en), annonce l'acquisition pour 630 millions d'euros d'actions du groupe de distribution français Carrefour dans lequel, il était déjà actionnaire à 0,25 %.

Affaires diverses
- La gendarmerie nationale annonce le démantèlement d'un réseau de voleurs d'antiquités qui opérait en Côte-d'Or. Environ 700 objets anciens ont été saisis chez les malfrats, dont des meubles anciens, des sièges d'époque, des bronzes, des porcelaines et des tableaux. Le principal receleur, un antiquaire néerlandais a été arrêté. La bande aurait à son actif plus d'une centaine de cambriolages[102].
- La police nationale annonce le démantèlement de la bande organisée qui avait braqué le 4 décembre 2008 la joaillerie Harry Winston à Paris emportant un butin de 85 millions d'euros. 25 personnes liées à cette affaire sont interpellées, dont deux femmes et un vigile[103].
- La polémique se développe dans le monde de la natation au sujet des combinaisons entièrement en polyuréthane[104].

### Mardi23 juin 2009
Politique
- Nouveau gouvernement de François Fillon qui comporte 8 entrants Nora Berra, Christian Estrosi, Henri de Raincourt, Marie-Luce Penchard, Pierre Lellouche, Michel Mercier, Frédéric Mitterrand, Benoist Apparu. Les 8 sortants sont : Christine Albanel, Rachida Dati, Michel Barnier, Roger Karoutchi, Christine Boutin, Yves Jégo, Bernard Laporte, André Santini. Le secrétariat d'État aux Droits de l'homme disparaît, sa titulaire Rama Yade est nommé secrétaire d'État chargée des Sports[105].
- Le premier président de la Cour des comptes, Philippe Séguin, présentant le rapport annuel de la Cour sur la situation et les perspectives des finances publiques, préalable au débat d'orientation budgétaire, estime que la France s'approche d'« une zone très dangereuse » du fait de la dégradation sans précédent de ses comptes publics.
- L'Assemblée nationale adopte, par 179 voix contre 117, le projet de loi « Hôpital, patients, santé, territoires » de Roselyne Bachelot (ministre de la Santé) dans sa version issue de la commission mixte paritaire.
- La section française de l'organisation Human Rights Watch estime que l'éventuelle interdiction en France du voile islamique intégral « violerait les droits humains », car « interdire la burqa n'apportera pas la liberté aux femmes » et « cela ne fera que stigmatiser et marginaliser les femmes qui la portent. La liberté d'exprimer sa religion et la liberté de conscience sont des droits fondamentaux »[106].
- L'idée d'une grève du lait fait son chemin depuis plusieurs mois dans les campagnes françaises. Plusieurs réunions sur ce thème se sont multipliés et des plusieurs centaines de producteurs y ont participé à chaque fois (1 500 producteurs à Saint-Hilaire-du-Harcouët, 1 200 producteurs à Saint-Méen-le-Grand). La grève du lait consiste à jeter ou donner le lait trait pour faire ainsi pression sur l'industrie laitière et les politiques pour que les prix remontent. L'idée a été lancée un producteur allemand Stephan Lehman qui a démontré qu'une grève du lait coûterait pas si cher aux producteurs étant donné le prix d'achat pratiqué actuellement.

Économie
- Le groupe Danone réussit son augmentation de capital de 3 milliards d'euros, souscrite à 182 %. La somme levée va permettre « principalement » de réduire sa dette financière. Fin 2008, Danone avait lancé une émission obligataire pour un montant d'un milliard d'euros. Le groupe a également annoncé la vente de Frucor, sa filiale en Australie et en Nouvelle-Zélande spécialisée dans les boissons énergétiques pour plus de 600 millions d'euros[107].
- La SNCF annonce la mise en place du 15 juillet au 31 août, des TGV 100 % Prem's dont les billets sont accessibles à partir de 22 euros l'aller simple à destination de 23 villes en France, au départ de Paris et la Province. Au total, 30 TGV, soit plus de 800 sur tout l'été et 350 000 places seront disponibles durant cette période, mais pour des voyages à effectuer uniquement entre le lundi et le jeudi, la période creuse de la SNCF.

Affaires diverses
- La Police nationale annonce le démantèlement d'une bande organisée de cambrioleurs et de malfaiteurs appartenant à la communauté des gens du voyage. Quelque 40 personnes ont été interpellées dans plusieurs camps des Bouches-du-Rhône[108].
- La Gendarmerie nationale annonce le démantèlement d'un réseau de trafiquants de fausses coupures de 10, 20 et 50 euros qui sévissait dans la région d'Arles et dans le Vaucluse. 13 personnes ont été arrêtées dont certains sont déjà défavorablement connus pour des affaires de faux ou d'escroquerie[109].
- Publication au Journal officiel du nouveau décret instituant une nouvelle marge de tolérance, plus stricte, des radars automatiques pour les radars neufs et réparés. Selon l'association 40 millions d'automobilistes : « les erreurs maximales tolérées applicables aux radars fixes neufs ou réparés sont de plus ou moins 3 km/h (pour les vitesses inférieures à 100 km/h) ou de plus ou moins 3 % de la vitesse (pour les vitesses égales ou supérieures à 100 km/h), alors qu’elles sont actuellement de 5 % ou 5 km/h pour les radars déjà en service »[110].

Culture et sport
- La ville d'Annecy, candidate française à l'organisation des jeux olympiques d'hiver 2018, lance officiellement sa campagne « Annecy 2018 Savoie Mont-Blanc » de ville requérante en présence du président du Comité national olympique français (CNOSF), Denis Masseglia.

### Mercredi24 juin 2009
Politique
- Le premier ministre, François Fillon, confie à l'ancien président de France Télévisions, Marc Tessier, une mission sur le lancement de la radio diffusée en mode numérique par voie hertzienne terrestre (RNT) « et les coûts importants qu'il va entraîner ». Le déploiement de la radio numérique, dont le commencement est prévu à la fin 2009, permettra aux radios qui émettent actuellement en FM de disposer d'une meilleure couverture du territoire, avec un meilleur son et la fourniture à l'auditeur de données associées sur un petit écran (titres des chansons, graphiques, etc.)[111].
- Le ministère du Budget estime que 33 754 postes de fonctionnaires (équivalent temps plein) seront supprimés en 2010, contre 30 600 en 2009.
- La chambre criminelle de La Cour de cassation annule la condamnation du vice-président du Front national Bruno Gollnisch à 3 mois de prison avec sursis et 5 000 euros d'amende pour contestation de crimes contre l'humanité. Poursuivi devant la justice lyonnaise pour des propos controversés sur les chambres à gaz, prononcés en 2004, Bruno Gollnisch avait été condamné le 18 janvier 2007 par le tribunal correctionnel de Lyon à trois mois de prison avec sursis et 5 000 euros d'amende et le 28 février 2008, la Cour d'appel de Lyon avait confirmé ce jugement[112].
- La police procède à l'expulsion des quelque 200 squatters clandestins occupant depuis 14 mois les locaux de la Bourse du travail rue Charlot à Paris-XIIIe à la demande de la CGT et de la mairie de Paris. Lors de bagarres violentes avec « plusieurs dizaines » de militants syndicaux qui tentaient de les déloger du matériel a été détruit[113]. Dans le même temps quelque 200 clandestins illégaux ont occupé le hall d'une agence d'accueil de l'Urssaf à Paris pour dénoncer le « racket sur les travailleurs sans-papiers qui cotisent mais ne reçoivent rien » à l'appel d'une vingtaine d'associations, dont « Droits devant ! » « pour dénoncer le racket institutionnalisé organisé depuis des années par le gouvernement et le patronat français sur les cotisations et les impôts des travailleurs sans-papiers, qui payent 2 milliards d'euros par an mais ne reçoivent rien »[114].
- L'ancien ministre de la Défense, Charles Millon, interrogé sur le versement de commissions destinées à des intermédiaires pour la vente de trois sous-marins de la DCN au Pakistan, reconnaît[115] avoir bloqué « le versement des commissions pouvant donner lieu à des rétro-commissions » en 1995 à la suite d'une demande du président Jacques Chirac qui lui « a demandé de passer en revue les différents contrats de ventes d'armes en cours et de stopper le versement des commissions pouvant donner lieu à des rétrocommissions. C'est ce qui a été effectué : chacun d'entre eux a fait l'objet d'une expertise particulière »[116].

Économie
- Le groupe pneumatique Michelin pré-annonce son objectif de supprimer entre 1 700 et 3 000 emplois en France d'ici à la fin 2011. Ces chiffres ne prennent pas en compte les 1 093 départs naturels à la retraite qui ne seront pas remplacés.
- Les instances dirigeantes du groupe Banque populaire et de la Caisse d'épargne entérinent la fusion entre les deux groupes bancaires ce qui donnera naissance à la deuxième banque française la BPCE, avec 7 700 agences et 34 millions de clients.
- Le groupe Renault-Nissan a investi un milliard d'euros pour son projet de véhicules électriques, selon son PDG Carlos Ghosn qui prévoit que les véhicules électriques « pourraient représenter 10 % du marché mondial à l'horizon 2020 », « ce projet, prioritaire de l'Alliance, a nécessité un investissement de l'ordre d'un milliard d'euros ». Nissan entend lancer son premier véhicule entièrement électrique aux États-Unis et au Japon en 2010, puis le commercialiser massivement à l’échelle mondiale à partir de 2012. Renault lancera, lui, ses modèles tout électrique sur le marché à partir de 2011[117].

Affaires diverses
- La prêtrise catholique séduit de moins en moins en France, plus assez pour compenser les départs de leurs anciens, atteints par la retraite ou la mort. Depuis 1995, le nombre des ordinations oscille entre 142 (2000) et 90 (2004), alors que les effectifs sont en recul de 600 par an en moyenne. Cette désaffection pour la prêtrise s'explique par la difficulté matérielle de la fonction (un territoire de mission de plus en plus grand et des tâches multiples), la fatigue et l'isolement spirituel, répondent les prêtres eux-mêmes. Les catholiques, et la population française en général, considèrent que le célibat est le principal obstacle aux vocations, mais aussi à la montée de l'individualisme, aux prises de position de l'Église et aux conditions de vie des prêtres. Pour compenser le manque de prêtres, les évêques de France comptent plutôt sur les diacres et les bonnes volontés dans les paroisses. Le nombre de prêtres est passé de 37 555 en 1970, à 20 913 en 1997 et à 15 341 à 2007. En conséquence, il n'y a plus que 9 000 paroisses en France pour quelque 36 000 communes et de nombreuses missions sont désormais confiées à des diacres (laïques assurant des missions religieuses, comme le baptême ou le prêche) dont le nombre est passé de 11 en 1970 à 2 169 en 2007[118].

### Jeudi25 juin 2009
Politique
- La ministre de l'Enseignement supérieur et de la Recherche, Valérie Pécresse, contresigne la première convention afin d'organiser les relations entre les établissements d'enseignement supérieur et la profession bancaire. La convention a pour objectif de créer un partenariat entre le secteur bancaire et les universités sur le plan pédagogique mais aussi sur le plan professionnel en développant notamment l'enseignement par alternance. D'autres conventions devraient suivre avec d'autres secteurs de l'économie[119].
- Plus de deux cents cadres du Mouvement démocrate (MoDem) ont signé une lettre ouverte appelant François Bayrou à rénover les structures et la gouvernance de leur parti. Ils réclament notamment la mise en place d’un conseil stratégique et d’un cabinet fantôme, la nomination d’un coordinateur national de l’action militante et d’un coordinateur national des stratégies numériques[120].
- Le député-maire socialiste de Nantes, Jean-Marc Ayrault, estime que le grand emprunt annoncé par Nicolas Sarkozy est une « catastrophe budgétaire et fiscale pour la France »[121].
- 70 militants altermondialistes du camp « No Border » de Calais (Pas-de-Calais) ont été interpellés. 17 d'entre eux étaient en possession de machettes, boules de pétanque et pieds de biche[122].

Économie
- Le spécialiste du gardiennage Neo Security annonce un prochain plan social « avec 798 suppressions de postes via des licenciements économiques » sur le secteur gardiennage (ex-G4S) sur quelque 5 000 salariés, mais prévoit la création de 350 nouveaux postes dans la branche « mobile » (assistance à des personnes, sécurité rapprochée)[123].
- Le groupe de chimie Arkema annonce la suppression de 163 postes sur son site de Carling (Moselle), qui produit du méthacrylate de méthyle pour des clients externes, et 76 autres dans sa filiale « Altuglas International » à Bernouville (Eure), du fait d'une réorganisation de sa filière verre acrylique (marques Altuglas ou Plexiglas) permettant de fabriquer des écrans de télévision de nouvelle génération, des enseignes lumineuses, des baignoires et des feux arrière d'automobiles[124].

Affaires diverses
- Un millier de bovins contaminés par une pollution au PCB (polychlorobiphényles) doivent être abattus. Ils proviennent d'une vingtaine d'exploitations autour de la commune de Saint-Cyprien (Loire). Cette contamination proviendrait de l'incendie volontaire, en août 2008, d'un stock de 30 000 tonnes de déchets de bois d'une entreprise qui s'est consumé pendant plusieurs mois[125].
- Un stock de bouteilles d'un gaz lacrymogène dangereux datant de la Seconde Guerre mondiale est découvert lors de travaux d'extension du collège Louis Pergaud de Dozulé (Calvados)[126].
- Dans l'affaire de la joaillerie Harry Winston, au cours duquel 85 millions de bijoux avaient été dérobés, neuf personnes sont présentées au juge d'instruction chargé de l'enquête. Parmi ces personnes figure celui qui est considéré comme le chef de l'équipe de malfrats, âgé de 45 ans et déjà condamné à 15 ans de prison dans une affaire de trafic de stupéfiants : 80 % du butin et 760 000 euros ont été retrouvés chez lui en Seine-Saint-Denis. Des armes de poing, un fusil à pompe ainsi qu'un lance-roquette ont également été saisis[127].
- Le couple de tueurs en série Michel Fourniret et Monique Olivier sont inculpés pour « assassinat » et « recel de vol à main armée » dans le cadre de l'enquête sur l'assassinat de Farida Hammiche en avril 1988[128].
- Le Médiateur de l'Énergie annonce que le groupe d'énergie GDF Suez surfacture quelque 140 000 foyers, pour la plupart modestes, depuis les années 1980, pour un montant total annuel évalué à 4,2 millions d'euros en 2009[129].

Culture et sport
- Publication au Journal officiel du nouveau cahier des charges de la société publique France Télévisions (France 2, France 3, France 4, France 5, France Ô), lui imposant « la diffusion quotidienne en première partie de soirée d'un programme à vocation culturelle ». La société devra donc désormais diffuser quotidiennement sur l'une de ses chaînes un programme culturel « relevant des genres suivants : retransmission de spectacles vivants, émissions musicales, magazines et documentaires de culture et de connaissance, événements culturels exceptionnels, œuvres de fiction axées sur la découverte et la connaissance (adaptations littéraires, biographies, reconstitutions historiques) ». France Télévisions doit aussi proposer une « offre musicale diversifiée », des « rendez-vous réguliers avec le spectacle vivant », des « programmes scientifiques à des heures de grande écoute et une implication dans l'éducation au développement durable », la « diffusion de grands événements sportifs et l'exposition d'un large éventail de disciplines sportives » et laisser « une place importante » à l'information et au débat, « en s'attachant à intégrer la dimension européenne ». Concernant les spectacles (théâtre, opéra, danse), le cahier des charges définit un système de points qui permet de vérifier si France Télévisions a respecté son obligation annuelle de diffusion. France Télévisions doit aussi « conforter son rôle de premier partenaire de la création audiovisuelle avec un accent marqué vers la création patrimoniale » et doit notamment « aller au-delà des obligations légales relatives à la diffusion des œuvres d'origine européenne et d'expression originale française et des obligations réglementaires en matière de contribution au développement de la production de ces mêmes œuvres ». Le cahier évoque aussi les « nouvelles technologies », notamment la télévision de rattrapage, imposant de développer de « nouveaux programmes et services permettant, sur les différents supports de la communication audiovisuelle, de prolonger, de rendre accessible, notamment en situation de mobilité, de compléter et d'enrichir son offre de programmes »[130].

Culture et sport
- Jeannie Longo (50 ans) remporte le championnat de France contre la montre, son 56e titre national toutes disciplines confondues.

### Vendredi26 juin 2009
Politique
- Le ministre de la Défense, Hervé Morin, annonce la commande d'un deuxième sous-marin nucléaire d’attaque (SNA) de nouvelle génération Barracuda au constructeur naval militaire DCNS et à Areva-Technicatome (Areva-TA), chargé de la « chaudière nucléaire ». Les Barracuda sont « caractérisés par leur discrétion et leur capacité à chasser et à frapper », et visent à remplacer les six SNA de type Rubis, en service pour certains depuis plus de 20 ans[131].

Affaires diverses
- La Police nationale annonce le démantèlement, depuis mardi, d'un important réseau de proxénétisme à Orange (Vaucluse) et filière d'immigration clandestine en fonctionnement depuis plus de 10 ans. Parmi la dizaine de personnes interpellées, figure le président marocain d'une des mosquées les plus en vue de la commune et qui s'est constitué avec ses trois fils un solide patrimoine immobilier composé de dix appartements et d'une maison de 300 mètres carrés[132],[133].

### Samedi27 juin 2009
Politique
- Le premier ministre François Fillon estime que le report de l'âge légal de cessation d'activité, aujourd'hui fixé à 60 ans, était la seule solution possible : « Il n'y a pas d'autre solution pour sauver nos régimes de retraite que de travailler plus longtemps, alors même que la vie s'allonge. Si ça n'est pas le cas alors il faudra débattre ensemble de la question de l'âge légal de la retraite ».
- Le président du groupe UMP à l'Assemblée nationale, Jean-François Copé, propose la création de « femmes relais », désignées à l'initiative des maires, et permettant de dialoguer avec les femmes portant le voile islamique intégral et leurs maris pour tenter de comprendre cette pratique et « pour comprendre ce qui fait qu'on a pu en arriver là ». Il estime que le port de la burqa « n'était pas un problème religieux mais politique », « des extrémistes veulent tester la résistance de notre République. Nous allons leur répondre mais de manière astucieuse, pas brutale, pas précipitée »[134].
- Congrès fondateur du nouveau parti Alliance centriste dans le prolongement de l'association « Rassembler les centristes ». Le sénateur Jean Arthuis, ancien ministre de l'Économie et dirigeant de l'ex-UDF, est élu président du nouveau parti. Sa charte éthique, souligne « les valeurs humanistes, sociales, libérales et européennes » revendiquées par le mouvement, et met également l'accent sur les notions de « développement durable et d'économie sociale de marché ».
- Quelque mille personnes regroupant essentiellement des militants altermondialistes (mouvance « No Border »), des militants syndicaux (notamment SUD) et politiques (NPA et CNT), manifestent à Calais (Pas-de-Calais), pour la liberté de circulation et d'installation des immigrés clandestins et contre la répression[135].

Culture et sport
- Christel Ferrier-Bruneau remporte à Saint-Brieuc le championnat de France cycliste sur route dames, devant Marina Jaunatre et Jeannie Longo (50 ans).
- Le Comité du patrimoine mondial, réuni à Séville (Espagne), accepte l'inscription au patrimoine mondial de l'UNESCO des salines de Salins-les-Bains (Jura) en complément de la Saline royale d'Arc-et-Senans, déjà inscrite. Un autre site français, « les Causses et les Cévennes », fait partie des 27 sites candidats au patrimoine mondial lors de cette sixième session[136].

### Dimanche28 juin 2009
Politique
- Élection municipale d'Hénin-Beaumont (Pas-de-Calais). La liste de Marine Le Pen (Front national), arrivé en tête du premier tour de l'élection municipale, avec 39,34 % des voix, devant la liste du divers gauche Daniel Duquenne (20,19 %).
- La liste UMP du maire sortant Jean-Paul Alduy remporte les élections municipales à Perpignan avec 53,54 % des suffrages. L'élection de 2008 avait été invalidée par le Conseil d'État après l'affaire de la « fraude à la chaussette »; le soir du second tour, le président d'un bureau de vote de la ville, frère d'un colistier de Jean-Paul Alduy, avait été surpris au moment du dépouillement avec des enveloppes et bulletins électoraux dans ses chaussettes et sa poche. La liste socialiste de Jacqueline Amiel-Donat obtient 33,08 % et la liste MoDem/Verts de Jean Codognès 13,38 %[137].

Affaires diverses
- Dans la nuit de samedi à dimanche, à Tremblay-en-France (Seine-Saint-Denis), dans la cité HLM sensible des « Grands Ensembles », une centaine de « jeunes » « organisés » ont attaqué une patrouille de police avec des projectiles et fumigènes tirés avec des mortiers de feux d'artifice, sans faire de blessé[138].
- Interpellation de 3 personnes (2 hommes et une femme), soupçonnés d'être responsables des tirs à la Kalachnikov, dans le quartier sensibles des « 4 000 » à La Courneuve contre un car de police[139].
- Des journalistes de France 3 ont été agressés par une bande de « jeunes » et se sont fait voler leur caméra dans la soirée dans le quartier des Tarterêts à Corbeil-Essonnes lors d'une intervention de la police à proximité d'une kermesse organisée pour la fête du quartier[140].

Culture et sport
- Dimitri Champion (25 ans, équipe Bretagne-Schuller), gagne sa première grande victoire en devenant champion de France de cyclisme sur route sur le circuit de Saint-Brieuc.
- L'équipe de France remporte 7 médailles d'or, ce jour, aux jeux méditerranéens à Pescara (Italie). Au total, la France remporte 37 médailles dont dix en or[141].

### Lundi29 juin 2009
Politique
- Le ministre du Budget Éric Woerth défend Tracfin, la cellule antiblanchiment de Bercy, mis en cause par le député socialiste Julien Dray impliqué dans une enquête sur des mouvements de fonds suspects : « Tracfin a fait ce que Tracfin devait faire [...] Tracfin agit comme si c'était n'importe quel Français ou particulier. Il n'y a pas eu de différence de traitement. Il fallait transmettre. Tracfin a transmis [soulignant la présence d'] éléments extraordinairement convergents et des éléments qui amenaient Tracfin à transmettre à la justice ce dossier »[142].

- La secrétaire d'État chargée de l'économie numérique Nathalie Kosciusko-Morizet et la Fédération e-commerce et vente à distance (Fevad) lancent un label pour les sites comparateurs sur internet, afin d'améliorer la pertinence des informations fournies aux consommateurs. 6 sites obtiennent le droit d'afficher le logo (EasyVoyage, Kelkoo, LeGuide.com, PriceRunner.fr, Shopping.com et VoyagerMoinsCher.com) et 3 autres sont candidats à la certification. Le label garantit que ces sites, qui servent à établir des comparaisons de prix entre les produits et les services vendus sur la toile, respectent certaines règles de déontologie et de transparence définies dans une charte créée en 2008[143].

- Le programme de médiation du crédit aux entreprises aurait permis de préserver plus de 107 641 emplois en France dans 5 356 société pour un coût de 1,04 milliard d'euros depuis son lancement en novembre dernier sur quelque 8 160 dossiers instruits et clôturés[144].

- Le ministre de la Culture, Frédéric Mitterrand, se dit favorable à la restitution à la Nouvelle-Zélande des têtes maories ramenées en Europe au XIXe siècle et présentes dans les musées français. Cette restitution est prévue par une proposition de loi sénatoriale examinée par la Haute Assemblée. Plus de quarante musées américains, australiens et européens « ont déjà répondu favorablement à la demande légitime de la Nouvelle Zélande ». Environ 330 des 500 têtes maories disséminées dans les musées de la planète ont été restituées. La France en possède une quinzaine, dont huit au musée du quai Branly à Paris.

- Selon le ministère du travail, le nombre de départs en préretraite (AS-FNE, PRP, ARPE, CAATA, CATS) a été divisé par 10 en 10 ans (8 260 en 2008 contre 78 780 en 1998, mais a entraîné une augmentation « très sensible » du chômage indemnisé parmi les plus de 55 ans. Les syndicats proposent de relancer le dispositif qui avait été mis en place, en 1963 pour limiter l'impact des licenciements, notamment parmi les ouvriers. Il était communément admis que cela favoriserait l'embauche de salariés plus jeunes, tout en permettant à ceux ayant connu des conditions de travail éprouvantes, voire dangereuses, de s'arrêter, mais avec un coût financier important (2 milliards d'euros en 2002)[145].

- Le ministre de l'Écologie, Jean-Louis Borloo annonce avoir retenu le tracé sud, dit des métropoles, passant par Marseille, Toulon et Nice pour le projet de la ligne grande vitesse du sud-est de la France. Le coût du tracé sud a été évalué à environ 15 milliards d'euros et mettra Paris à 4 heures de Nice à l'horizon 2020 contre cinq heures et demie actuellement[146].

Économie
- Le secteur du service à la personne souffre et la demande se tarit avec la crise économique actuelle et une concurrence mal régulée. La plupart des grandes enseignes nationales (France Domicile, Séréna, Adar, Familic, Acadomia) sont en déficit et elles licencient[147].

Affaires diverses
- Mort de l'historien Jean-Paul Roux (84 ans) à Saint-Germain-en-Laye. Ancien directeur de recherche au CNRS, ancien professeur à l'École du Louvre, il fut spécialiste du monde turc et de la culture islamique, et a consacré son œuvre à faire connaître dans le monde érudit comme dans le grand public l'histoire et la mythologie des peuples turcs et mongols.

Culture et sport
- Le Press Club de France décerne les prix de l'humour politique. Parmi les lauréats :
  - Bertrand Delanoë (PS) : « Le vrai changement du PS, ce serait de gagner » (prix de l'humour);
  - Luc Chatel (UMP) : « Le chef de l'État appelle parfois Brice Hortefeux pour ne rien lui dire, c'est la preuve de la qualité de leurs relations » (encouragement);
  - François Gerbault : « le système des quotas a été inventé par un sénateur romaine : Numerus Clausus » (mention);
  - Guillaume Bachelay (PS) : « la présidentielle, Hollande y pense tous les jours en nous rasant » (mention);
  - Christine Albanel (UMP) : « Mes cheveux raccourcissent au fur et à mesure que mon expérience croît » (nommé);
  - Martine Aubry (PS) : « Ségolène Royal aura la place qu’elle souhaite dans le PS, même si la plupart sont déjà occupées » (nommée);
  - Roselyne Bachelot (UMP), après la victoire des handballeurs Français aux Championnats du Monde : « Dans les vestiaires, nous n’avions qu’un mot : énorme ! » (nommée);
  - Najat Belkacem (PS) : « Il ne faut pas que le PS se laisse électrocuter par ses courants » (nommée);
  - Jean-Christophe Cambadélis (PS) : « Si Ségolène Royal s’excuse chaque fois que Sarkozy fait une boulette, elle va passer sa vie à genoux » (nommé);
  - Valéry Giscard d'Estaing (droite), à propos d’un éventuel rattachement de sa région Auvergne : « Je doute que le comité Balladur réussisse là où Jules César a échoué »(nommé);
  - Christine Lagarde (UMP), à qui l’on suggère de devenir Commissaire Européen : « Pourquoi pas entraîneur du PSG ? »(nommée);
  - Nadine Morano (UMP) : « Je suis sarkozyste jusqu’au bout des globules » (nommée);
  - Jean-Pierre Raffarin (UMP) : « Le tour de taille n’est pas un handicap au Sénat » (nommé);
  - Michel Rocard (PS) : « Le PS est mal portant ; et comme je respecte les hôpitaux, je baisse la voix comme on doit le faire quand il y a un malade dans la place » (nommé);
  - Ségolène Royal (PS) : « J’ai inspiré Obama et ses équipes m’ont copiée » (nommée);.

### Mardi30 juin 2009
Politique
- Les députés adoptent la proposition de loi UMP visant à renforcer les moyens de lutte contre les bandes violentes : « Le fait de participer, en connaissance de cause, à un groupement, même formé de façon temporaire, qui poursuit le but, caractérisé par un ou plusieurs faits matériels, de commettre des violences volontaires contre les personnes ou des destructions ou dégradations de biens, est puni de trois ans d’emprisonnement et de 45 000 euros d’amende ». La gauche n'a pas participé au vote. Le fait de dissimuler volontairement son visage pour échapper à toute identification sera considéré comme une circonstance aggravante. Le texte prévoit en outre le versement à la procédure judiciaire des vidéos prises par les forces de l'ordre pendant leurs interventions. La proposition de loi contient enfin des mesures visant à protéger les enseignants et les personnels éducatifs, ainsi que leurs proches. Les auteurs de violences contre eux risqueront les peines encourues en cas d'agression contre une personne chargée d'une mission de service public[148].

- Les députés adoptent par 300 voix contre 23 le projet de loi sur l'indemnisation des victimes des essais nucléaires français, la gauche s'abstenant ou votant contre. Élaboré en concertation avec les associations de victimes, mobilisées depuis des années, le texte reconnaît le droit à indemnisation des victimes des 210 essais nucléaires conduits par la France entre 1960 et 1996, d'abord au Sahara, puis en Polynésie française à partir de 1966[149].
- Selon l'INSEE, la dette publique de la France (État, sécurité sociale et collectivités locales) a augmenté de 86,5 milliards d'euros au premier trimestre 2009 par rapport au trimestre précédent pour atteindre 1 413,6 milliards, soit « approximativement » 72,9 % du PIB.
- Selon le nouveau secrétaire d'État au Logement, Benoist Apparu, le nombre de permis de construire de logements neufs en France a reculé de 32,2 % entre mars et mai 2009, comparé à la même période un an plus tôt, a annoncé aujourd'hui. Pour les 12 derniers mois considérés (juin 2008 à mai 2009), le nombre de permis de construire déposés (401 996) est inférieur de 16,5 % à celui de la période juin 2007-mai 2008, alors que le nouveau dispositif fiscal, dit loi Scellier, n'a pas encore d'influence. Le ministre reconnaît un important problème informatique qui empêcherait, pour le deuxième mois consécutif, de publier le chiffre des mises en chantier des logements neufs, le chiffre le plus attendu par les professionnels[150].
- Selon la fédération patronale de l'intérim, le « contrat d'autonomie », lancé par le gouvernement avec le « plan Espoir Banlieue », n'est « pas une réussite ». Des problèmes se sont posés, dus à « la crise » mais aussi au fait que ce sont « surtout des associations qui ont été choisies » comme opérateur de cette formule d'accompagnement vers l'embauche (ou « coaching ») prévue pour des jeunes déscolarisés des quartiers dits sensibles[151].
- Le centre américain SITE, citant des forums djihadistes sur internet, annonce que Al-Qaida au Maghreb islamique, et en particulier son chef Abou Moussab Abdoul Wadoud, menace la France après que Nicolas Sarkozy a déclaré que la burqa n'y était pas la bienvenue, estimant que le voile intégral « n'est pas un signe religieux, c'est un signe d'asservissement, c'est un signe d'abaissement » de la femme : « Nous nous vengerons de la France et de ses intérêts par tous les moyens à notre disposition, pour l'honneur de nos filles et de nos sœurs »[152].

Économie
- Le nouveau patron du groupe de distribution Carrefour, Lars Olofsson, annonce un plan d'économie de 4,5 milliards d'euros d'ici à 2012, notamment en réorganisant la structure du groupe, ses services d'achats et en réduisant ses stocks à 7 jours.
- Le conseil de surveillance du groupe nucléaire public Areva, présidé par Jean-Cyril Spinetta, décide d'augmenter son capital de 15 % et de mettre en vente sa filiale de transmission et distribution d'électricité (T&D). Cette ouverture du capital et l'entrée de nouveaux partenaires fera descendre la part de l'État à environ 78 %, contre plus de 90 % actuellement. Les projets de construction de centrales nucléaires se multiplient dans le monde. Les cash flow d'Areva n'étant pas suffisants, ce plan doit permettre au numéro un mondial du secteur de financer une activité en forte croissance (développement des mines d'uranium, construction d'usines de combustibles…), mais aussi le rachat de la part de 34 % de l'allemand Siemens dans Areva NP (réacteurs), aujourd'hui évaluée à 2 milliards. Le montant global de ces projets est estimé à 10 milliards hors acquisitions[153].

Affaires diverses
- Un nouvel avion s'abîme au large de l'archipel des Comores dans l'océan Indien, il n'y a qu'une seule survivante.
- L'incendie violent d'un hôtel meublé à Asnières-sur-Seine cause la mort de 6 personnes et en a blessé 21 autres. L'immeuble était utilisé par le conseil général des Hauts-de-Seine et la municipalité pour y loger des personnes suivies dans le cadre de dispositifs de retour à l'emploi[154].
- Deux gardiens de la paix qui n'étaient pas en service ont été agressés et roués de coups en sortant du commissariat de police de Gagny (Seine-Saint-Denis). Ils étaient « attendus » par leurs agresseurs qui « n'ignoraient rien de leur fonction de policier »[155].
- Les Douanes annoncent avoir saisi, lors de deux opérations récentes, l'une en Provence, le 26, et l'autre en Bourgogne, le 28, près de 9 tonnes de cigarettes représentent une somme de plus de 2 millions d'euros.
- 2 membres de l'organisation séparatiste basque ETA, un homme et une femme, sont interpellés par la gendarmerie à la suite d'un accident de la route près de Château-Gontier (Mayenne)[156].
- Deux journalistes du Parisien, une rédactrice et un photographe, qui faisait « un reportage dans la communauté comorienne après l'accident de l'A310 » ont été agressés et dévalisés à La Courneuve par « deux personnes portant chacun une capuche » et armés d'une bombe lacrymogène[157]. Un jeune Comorien, qui a perdu 4 membres de sa famille lors du crash de l'Airbus A310, a pris à partie le vigile de l'ambassade des Comores à Paris à la sortie d'une réunion à La Courneuve entre les membres de la diaspora à laquelle prenaient part certains élus de Seine-Saint-Denis.
- La police du Puy-de-Dôme annonce le démantèlement d'un vaste réseau européen de prostitution sur Internet, « Escort-Annonce ». Plus de 1 700 femmes en France et 7 500 en Europe y travaillaient pour un bénéfice mensuel estimé à 3 millions d'euros.